# هالیوود شمالی
هالیوود شمالی (انگلیسی: Hollywood North) یک زبان عامیانه که برای توصیف صنایع فیلم‌سازی و/یا مکان‌های فیلم در شمال همنام خود، هالیوود، لس آنجلس، کالیفرنیا استفاده می‌شود. این اصطلاح عمدتاً برای صنعت فیلم در سینمای کانادا به‌خصوص در شهرهای تورنتو و ونکوور به کار می‌رود.